# لوکاس هوفر
لوکاس هوفر (ایتالیایی: Lukas Hofer؛ زادهٔ ۳۰ سپتامبر ۱۹۸۹) ورزشکار دوگانه اهل ایتالیا است.
وی از افتخارات وی میتوان به کسب مدال برنز در بازی‌های المپیک زمستانی ۲۰۱۴ و بازی‌های المپیک زمستانی ۲۰۱۸ اشاره کرد.